# Cody Gakpo
Cody Mathès Gakpo (IPA: [ˈɣɑkpoː]; Eindhoven, 1999. május 7. –) holland válogatott labdarúgó, csatár. A Premier League-ben szereplő Liverpool játékosa.
A PSV akadémiáján kezdett játszani, 2018 februárjában mutatkozott be a felnőtt csapatban. A 2021–2022-es szezonban megválasztották az év holland labdarúgójának, miután 21 gólt szerzett 47 mérkőzésen.
U18-tól U21-ig minden holland uránpótlás válogatottban szerepelt, mielőtt 2021 júniusában behívták volna a felnőtt keretbe. A 2022-es világbajnokságon a holland csapat összes csoportmérkőzésén gólt szerzett.

## Pályafutása

### Klubcsapatokban

#### PSV

##### Fiatalkora
2007-ben az EVV Eindhoven AV csapatától került a PSV Eindhoven akadémiájára. 2016. november 4-én mutatkozott be a Jong PSV csapatában a Helmond Sport elleni bajnoki mérkőzésen. A 2017–2018-as szezonban 13 bajnoki mérkőzésen lépett pályára és ezeken a találkozókon szerzett 7 gólt.

##### Felnőtt csapatban
A 2018–2019-es szezon első felében gyakran helyet kapott a cserepadon és együtt edzett a felnőtt csapattal. 2018. szeptember 26-án góllal debütált a felnőttek között az Excelsior Maassluis elleni kupa találkozón. 2018. december 3-án a Go Ahead Eagles ellen szerezte meg első mesterhármasát. December 21-én gólja és gólpassza volt az Almere City ellen 5–2-es végeredményű meccsen, amit követően a bajnokságban is bemutatkozott, másnap. Az AZ elleni mérkőzésen csereként állt be Steven Bergwijn cseréjeként. 2019. február 3-án első bajnoki gólját szerezte meg az első csapatban a Fortuna Sittard ellen. A szezon végéig tizennégyszer lépett pályára, de nem tudott adni góljaihoz.
A 2019–2020-as szezonban hét gólt és ugyanennyi gólpasszt szerzett 25 mérkőzésen a bajnokságban.
2020. szeptember 13-án duplázott a Groningen ellen.

#### Liverpool
2022 decemberében a PSV bejelentette, hogy klubrekord összegért eladták a Liverpoolnak a játékost.
2023. január 7-én játszotta első mérkőzését hazai környezetben a Wolverhampton elleni 2–2-re végződő angol kupa mérkőzésen. Egy hét múlva a  Brighton & Hove Albion elleni 3–0-ra elvesztett találkozón debütált a bajnokságban, három fordulóval később az Everton ellen 2–0-s győztes bajnokin szerezte első találatát, a derbi második gólját szerezte a 49. percben, egy meccsnap múlva a Newcastle United ellen is eredményes volt.
Február 21-én lépett pályára nemzetközi porondon, a Real Madrid ellen 5–2-re elvesztett BL-mérkőzésen.
Március 5-én duplázott a Manchester United elleni 7–0 során, a találkozó első és a harmadik gólját szerezte.

### A válogatottban
Többszörös korosztályos válogatott és részt vett a 2021-es U21-es labdarúgó-Európa-bajnokságon. 2021. május 26-án bekerült a 2020-as labdarúgó-Európa-bajnokságra utazó keretbe. Június 21-én mutatkozott be a válogatottban az Észak-Macedónia ellen 3–0-ra megnyert Európa-bajnoki mérkőzésen a 79. percben Frenkie de Jong cseréjeként. 1980 óta ő lett az első holland játékos, aki egy Európa-bajnokságon mutatkozott be.
Behívták a 2022-es világbajnokságra utazó keretbe. A torna nagy siker volt a játékosnak, betalált csapata összes csoportmérkőzésén, Szenegál (2–0), Ecuador (1–1), majd a házigazda Katar ellen. Mindössze a negyedik játékos lett a holland csapat történetében, aki sorozatban három meccsen gólt tudott szerezni a világbajnokságon, Dennis Bergkamp, Wesley Sneijder és Johan Neeskens után.

## Statisztikái

### Klubcsapatokban
2023. július 3-i állapot szerint
| Klub             | Szezon           | Liga             | Liga  | Liga  | Kupa  | Kupa  | Ligakupa | Ligakupa | Nemzetközi | Nemzetközi | Egyéb | Egyéb | Összesen | Összesen |
| Klub             | Szezon           | Bajnokság        | Mérk. | Gólok | Mérk. | Gólok | Mérk.    | Gólok    | Mérk.      | Gólok      | Mérk. | Gólok | Mérk.    | Gólok    |
| ---------------- | ---------------- | ---------------- | ----- | ----- | ----- | ----- | -------- | -------- | ---------- | ---------- | ----- | ----- | -------- | -------- |
| Jong PSV         | 2016–17          | Eerste Divisie   | 2     | 0     | —     | —     | —        | —        | —          | —          | —     | —     | 2        | 0        |
| Jong PSV         | 2017–18          | Eerste Divisie   | 13    | 7     | —     | —     | —        | —        | —          | —          | —     | —     | 13       | 7        |
| Jong PSV         | 2018–19          | Eerste Divisie   | 11    | 10    | —     | —     | —        | —        | —          | —          | —     | —     | 11       | 10       |
| Jong PSV         | Összes           | Összes           | 26    | 17    | —     | —     | —        | —        | —          | —          | —     | —     | 26       | 17       |
| PSV              | 2017–18          | Eredivisie       | 1     | 0     | 0     | 0     | —        | —        | 0          | 0          | —     | —     | 1        | 0        |
| PSV              | 2018–19          | Eredivisie       | 16    | 1     | 2     | 1     | —        | —        | 1          | 0          | 0     | 0     | 19       | 2        |
| PSV              | 2019–20          | Eredivisie       | 25    | 7     | 2     | 0     | —        | —        | 11         | 1          | 1     | 0     | 39       | 8        |
| PSV              | 2020–21          | Eredivisie       | 23    | 7     | 1     | 0     | —        | —        | 5          | 4          | —     | —     | 29       | 11       |
| PSV              | 2021–22          | Eredivisie       | 27    | 12    | 4     | 2     | —        | —        | 15         | 7          | 1     | 0     | 47       | 21       |
| PSV              | 2022–23          | Eredivisie       | 14    | 9     | 0     | 0     | —        | —        | 9          | 3          | 1     | 1     | 24       | 13       |
| PSV              | Összesen         | Összesen         | 106   | 36    | 9     | 3     | —        | —        | 41         | 15         | 3     | 1     | 159      | 55       |
| Liverpool        | 2022/23          | Premier League   | 21    | 7     | 3     | 0     | —        | —        | 2          | 0          | —     | —     | 26       | 7        |
| Liverpool        | 2023/24          | Premier League   | 0     | 0     | 0     | 0     | 0        | 0        | 0          | 0          | —     | —     | 0        | 0        |
| Liverpool        | Összesen         | Összesen         | 21    | 7     | 3     | 0     | 0        | 0        | 2          | 0          | 0     | 0     | 26       | 7        |
| Karrier összesen | Karrier összesen | Karrier összesen | 153   | 60    | 12    | 3     | 0        | 0        | 43         | 15         | 3     | 1     | 211      | 79       |

1. 1 2  Pályára lépések az UEFA-bajnokok ligájában
2. ↑  Két pályára lépés az UEFA-bajnokok ligájában, kilenc pályára lépés és egy gól az Európa-ligában
3. 1 2 3  Pályára lépések a Johan Cruyff szuperkupában
4. ↑  Pályára lépések az Európa-ligában
5. ↑  Hat pályára lépés és két gól az UEFA Bajnokok-ligájában, négy pályára lépés és két gól az Európa-ligában, illetve öt pályára lépés és három gól az UEFA Európa Konferencia Ligában
6. ↑  Négy pályára lépés az UEFA bajnokok-ligájában, illetve öt pályára lépés és három gól az Európa-ligában.

### A válogatottban
2024. november 19-én frissítve.
| Nemzet    | Év       | Pályára lépések | Gól |
| --------- | -------- | --------------- | --- |
| Hollandia | 2021     | 4               | 1   |
| Hollandia | 2022     | 10              | 5   |
| Hollandia | 2023     | 7               | 3   |
| Hollandia | 2024     | 15              | 5   |
| Összesen  | Összesen | 36              | 14  |

#### Gólok
| # | Dátum                | Helyszín                               | Vál. | Ellenfél      | Eredmény | Végeredmény | Kiírás                           |
| - | -------------------- | -------------------------------------- | ---- | ------------- | -------- | ----------- | -------------------------------- |
| 1 | 2021. szeptember 4.  | Philips Stadion, Eindhoven, Hollandia  | 3    | Montenegró    | 4–0      | 4–0         | 2022-es világbajnokság-selejtező |
| 2 | 2022. június 14.     | De Kuip, Rotterdam, Hollandia          | 7    | Wales         | 2–0      | 3–2         | 2022–2023-as Nemzetek Ligája     |
| 3 | 2022. szeptember 22. | Nemzeti Stadion, Varsó, Lengyelország  | 8    | Lengyelország | 1–0      | 2–0         | 2022–2023-as Nemzetek Ligája     |
| 4 | 2022. november 21.   | Al-Thumama Stadion, Doha, Katar        | 10   | Szenegál      | 1–0      | 2–0         | 2022-es világbajnokság           |
| 5 | 2022. november 25.   | Halífa Nemzetközi Stadion, Doha, Katar | 11   | Ecuador       | 1–0      | 1–1         | 2022-es világbajnokság           |
| 6 | 2022. november 29.   | Al Bayt Stadion, al-Hor, Katar         | 12   | Katar         | 1–0      | 2–0         | 2022-es világbajnokság           |